# Alnus sieboldiana
Alnus sieboldiana là một loài thực vật có hoa trong họ Betulaceae. Loài này được Matsum. mô tả khoa học đầu tiên năm 1902.

## Hình ảnh

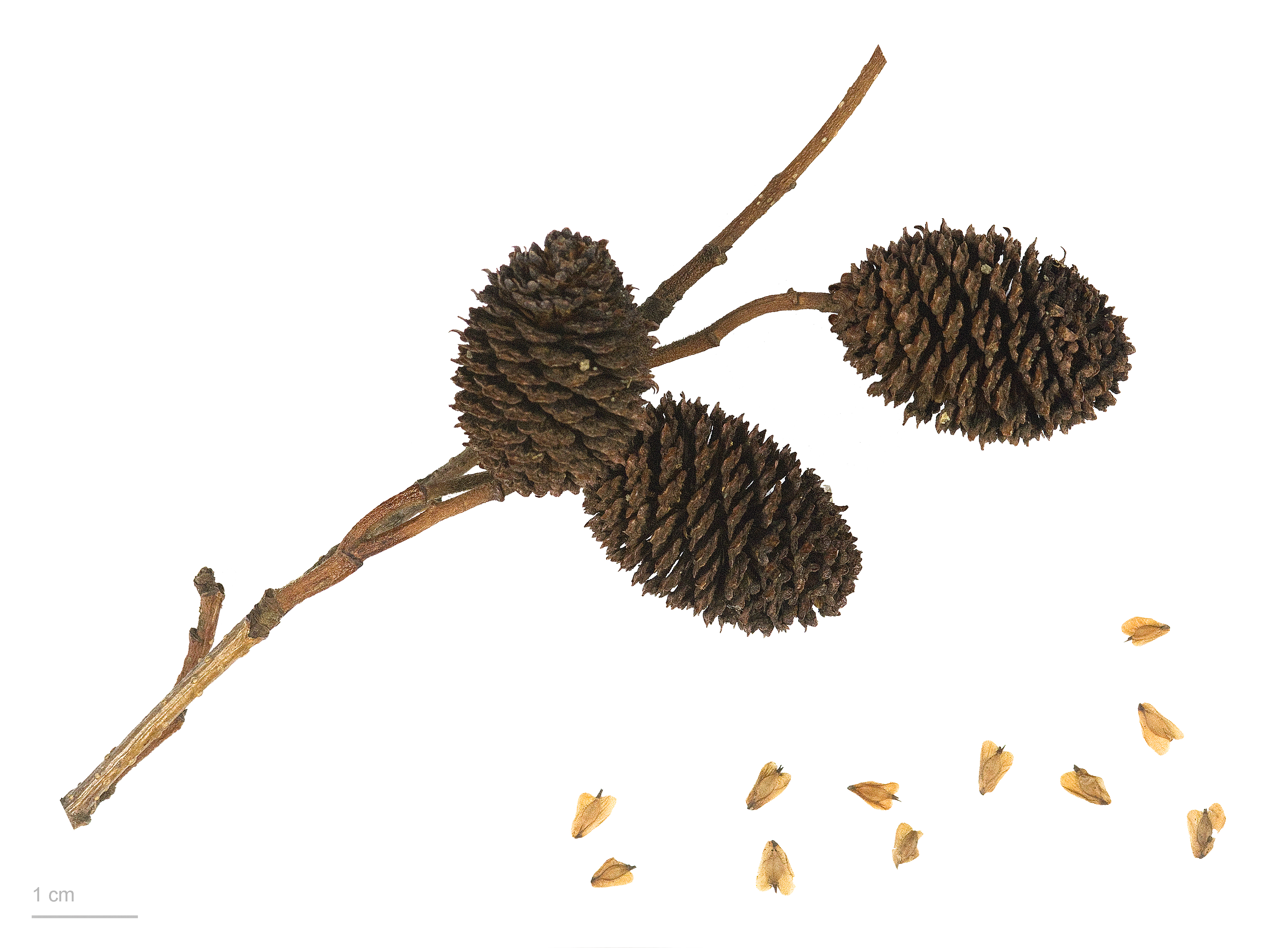
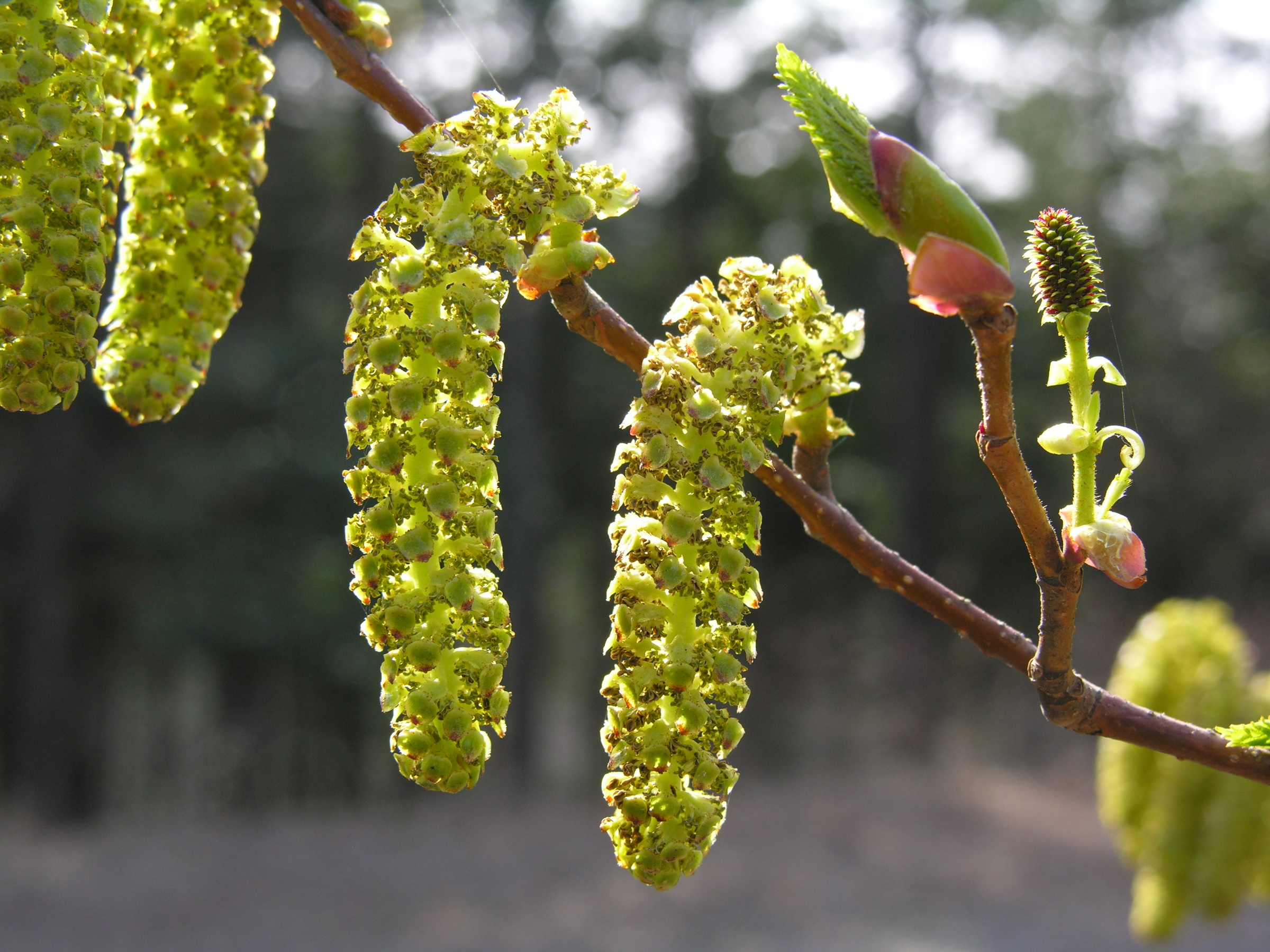